# Comté d'Umatilla
Le comté d'Umatilla (anglais : Umatilla County) est un comté situé dans le nord-est de l'État de l'Oregon aux États-Unis. Il est nommé d'après la rivière Umatilla, un affluent du fleuve Columbia. Le siège du comté est Pendleton. Selon le recensement de 2000, sa population est de 70 548 habitants.

## Géographie
Le comté a une superficie de 8 369 km², dont 8 327 km² est de terre. 

### Comtés adjacents
- Comté de Walla Walla, Washington (nord)
- Comté de Benton, Washington (nord)
- Comté de Columbia, Washington (nord-est)
- Comté de Wallowa (nord-est)
- Comté de Union (est)
- Comté de Grant (sud)
- Comté de Morrow (ouest)